# ホンダ・ソロ
ソロ (Solo) は、本田技研工業がかつて製造販売した原動機付自転車である。

## 車両解説
型式名BA-AC17。先行発売されていたエイプ・ズーマー・バイトにつづくNプロジェクト第4弾として2003年3月5日に発表、同月14日に発売された。2007年までに生産終了。
車体は、バックボーンフレームにサドルタイプのシートを装着し、サスペンションは前輪をテレスコピック、後輪をスイングアームとした。ホイールは細身の車体を活かすために18インチとなり、ブレーキは前後ともドラムブレーキとした。
搭載されるAC17E型エンジンは、スーパーカブ系と共通する前傾80°空冷4ストロークSOHC単気筒エンジンを本車用にチューニング。動力伝達は自動遠心式クラッチの3速ロータリーマニュアルトランスミッションとされた。
本車最大の特徴は標準色3種類以外に、タンク・フレーム・シート等を好みで組み合わせる以下のカラーオーダープランがオプション設定された。この結果スタンダード3色を除くと全285種類の組み合わせが可能となっている。
カラーオーダープランSTYLE1
- 燃料タンク：6種類[注 4]
- フレーム・スイングアーム：6種類[注 4]
- 灯火器カバー・フェンダー：2種類[注 5]
- シート・グリップ：2種類[注 6]

カラーオーダープランSTYLE2
- 上述カラーオーダープランSTYLE1を選択した上で、ハンドルならびにクランクケースカバーの表面処理をシルバー塗装もしくはクロームメッキバフ掛けのいずれかを選択。